# コンパクトディスク
コンパクトディスク（Compact Disc; CD、シーディー）は、1970年代にソニー（初代法人、現：ソニーグループ）とフィリップスが共同開発し、1980年代初めに製品化された記憶媒体。金属の薄膜や有機色素材料をポリカーボネートやガラスなどの保護層で挟んだ光ディスクであり、レーザー光を使ってデータの読み出しや書き込みをする。もともとは、従来のレコードに代わり音楽を記録するための媒体として開発され、その後、コンピュータ用のデータを記録する派生規格も策定された。

## 概説
光ディスクとしては最初の世代（第1世代光ディスク）に当たり、消費者向けのデジタル方式のオーディオ媒体としても最初のものである。
樹脂製の円盤に「ピット」と呼ばれる小さな凹凸が刻み込まれており、ディスクを回転させつつレーザー光を当てたときに、凹凸により反射率が異なることを利用して、データとして読み込む。直径が12 cmのものと8 cmのものがある。
音楽用
もともとは音楽用に開発されたため、単に「CD」と言うと一般的に音楽用のCD（CD-DA）を指す。音楽の最大収録時間は74分から80分である。
CDに記録された音楽を再生するための装置はCDプレーヤーといい、CDの開発とCDプレーヤーの開発は並行的に行われた。
CDを用いた最初の商用音楽ソフトは1982年に発売され、1986年にはCDの音楽ソフトの年間販売枚数が約4500万枚となり、LPレコードの販売枚数を抜いた（→#歴史）。
コンピュータ用
コンピューターなどで使用するデータ類を記録したものはCD-ROMと呼ばれる。1985年から使われている。CD-ROMはユーザにとっては読み出し専用である。記憶容量は、直径12 cmのものであれば、640 MBから700 MBなどである。CD-ROMからデータを読み出すための装置はCD-ROMドライブと言い、光学ドライブの一種である。
また、ユーザが情報を記録するための媒体として、1989年ころにCD-R（1回限りの記録用）が実用化され、1997年ころにCD-RW（繰り返し記録用）が実用化された。

## 歴史

### 前史
1971年6月、ソニー創業者の井深大に誘われてソニーに入社した中島平太郎は、1973年にデジタルオーディオの開発を始め、1974年にソニー初のPCM音源を用いた録音機である「X-12DTC」を開発した。1974年のオーディオフェアに参考出品し、評価してくれる専門家もいたが、発売には至らなかった。1976年にはデジタルオーディオの開発に加わった土井利忠らとともに、前年に発売されたベータマックスを用いたデジタル音声の記録・再生機器である「PCM-1」を開発した。
一方「PCM-1」の開発とは別に、ソニーはフィリップスが開発した光学方式のビデオディスク（のちのレーザーディスク）の商品化に取り組んでおり、ディスクを使ったデジタルオーディオの録音・再生をする取り組みも始まっていた。土井は「PCM-1」の試作機を用いてビデオディスクにデジタル音声を記録してみるが、使用に堪えない結果となった。その結果「PCM-1」をビデオディスクのアダプターとすることは断念し、ベータマックス用のアダプターとしてオーディオフェアに出品すると、人だかりができるほど好評であり、「PCM-1」は1977年9月に商品化された。
また土井はディスクに関してはビデオ信号の形式を借りないで、デジタルオーディオ信号を直接光ディスクに記録することを決め、このころに誤り訂正符号を仕様に盛り込むことを決めた。こうして1977年のオーディオフェアに出品にすると、他社はビデオ信号を用いた形式を利用しているのにソニーだけは別方式をやっていると社内外から言われ、それに対して土井は「ビデオ信号で記録すると演奏時間は30分だけど、直接記録を使えば13時間20分記録できる」という内容の講演をするが、それを聞いた大賀典雄は「そんな長時間もの音楽の入ったソフトをつくるのは、コストがかかり過ぎてビジネスとして成り立たない」と苦言を呈した。
1978年6月、大賀はフィリップスを訪れると、フィリップスの幹部ルー・オッテンスは大賀にオーディオ専用の光ディスクを見せた。「オーディオ・ロング・プレイ」（ALP）とフィリップスでは呼ばれており、のちのレーザーディスクとなる光ディスクを開発している時に副産物として開発されたものだった。フィリップスからディスクの仕様を聞いた大賀はレコードからの置き換えができるものとの将来性を感じ、フィリップスと光ディスクの共同開発をすることを決断した。そしてデジタルオーディオディスクの規格統一の話し合いのために内外29社からなる「DAD（Digital Audio Disc）懇談会」に向けて両社で規格をまとめて提案することになった。

### 開発経緯
1979年8月末から共同開発が始まり、ソニー側の技術交渉に当たったのは技術研究所の中島、土井、ディスク開発部の宮岡千里らだった。
仕様について特にフィリップスとの意見が対立したのが、量子化ビット数、ディスクのサイズ、記録時間だった。
量子化ビット数に関してはフィリップスは14ビットを主張したが、土井は21世紀になっても通用するためには16ビットが必要であると主張し、ソニー側の意見が採用された。
ディスクのサイズに関してはフィリップスは11.5 cmを主張したが、これはコンパクトカセットの対角線の長さと同じで、 ドイツ工業規格に適合し、ヨーロッパ市場でのカー・オーディオとしての将来性を見込んでのことだった。一方でソニーは12 cmを主張したが、これは音楽家でもある大賀が「オペラ一幕分、あるいはベートーヴェンの第九が収まる収録時間がユーザーから見て合理性がある」と判断したことによる。この大賀の発言の大きな要因となったのが、かつて「PCM-1」から流れる自身の演奏の音の良さを実感した、指揮者のカラヤンである。開発当時、大賀は親交のあったカラヤンに、11.5 cm（60分）と12 cm（74分）との二つの規格で二者択一の段階に来ていることを話すと、カラヤンは「ベートーヴェンの交響曲第9番が1枚に収まったほうがいい」と提言した。それに対してフィリップスは「12 cmでは上着のポケットにも入らない」と反論したが、日・米・欧の上着のポケットのサイズを調べた結果、12 cmでも問題ないことがわかり、ソニーの主張が採用された。
こうして規格が定まった1980年6月、DAD懇談会ではソニー・フィリップスが提案した「光学式」、ドイツのテレフンケン提案の「機械式」、日本ビクター（現：JVCケンウッド）提案の「静電式」（別称：AHD）という3方式の評価が始まり、評価では光学式と静電式に集約された。ソニーはDAD懇談会への提案の一方でCD再生第1号機の商品化にも取り組み、1982年10月の商品化に向けて、大賀はCDを世界の標準規格にするため、フィリップスとともに世界中のソフトウェアメーカー、レコード会社、音楽団体の会合に出向き、内容の説明とCDの演奏を繰り返し行った。しかし「LPレコードが世界のスタンダードであり、その音に満足しているから余計なことをしないでくれ」とレコード関係者の反発は強かった。アメリカCBSとの合弁会社CBS・ソニーレコード（現：ソニー・ミュージックエンタテインメント）の幹部もCDの生産に否定的であったが、大賀が説得した結果、CBS・ソニー単独資金で静岡の大井川にCDソフト工場（現：ソニー・ミュージックソリューションズ 大井川プロダクションセンター）を建設する許可を得た。
生産を始めるとCDの反りの問題が浮上したが、当時新素材であったポリカーボネートの使用を1982年8月に決定し、CD発売開始半年前の同年9月半ばにプレス生産が軌道に乗った。

### 黎明期
1982年8月31日、ソニー、CBS・ソニー、フィリップス、ポリグラムの4社共同のCDシステム発表会が東京大手町の経団連会館で開かれ、当日の夕方から夜のテレビニュースと翌日の朝刊で一斉に報じられた。
同年10月1日、ソニーからは再生第1号機「CDP-101」およびCBS・ソニーからは世界初のCDソフト50タイトルが発売され、CDソフトの生産第1号はビリー・ジョエルの「ニューヨーク52番街」となった。50タイトルの内訳はクラシックだけでなく、ポップスやロック、歌謡曲まで揃っており、その後年末までに100タイトル余りのソフトが発売された。
こうして1980年6月のDAD懇談会では日本ビクターの静電式も評価として残されていたが、CDが発売されたころには、ほとんどの会社がソニー・フィリップスによるCDシステムの採用を発表し、CDが事実上の世界統一規格となった。
1983年に入ると、他社からも次々にCDプレーヤーが発売され、CDソフトも同年末には約1000タイトルが店頭に並んだ。1984年11月になるとソニーは「CDP-101」の機能と変わらないまま本体サイズをCDジャケット4枚分の厚さにし、価格も49,800円に抑えたポータブルCDプレーヤー「D-50」を発売、これにより各社のCDプレーヤーの価格も下がり、業界全体のCDビジネスも本格的に立ち上がっていった。

### 普及期
デジタル音声に関しては当初、特にアナログオーディオ技術を駆使する録音スタジオのエンジニアたちによって、「アナログタイプの機器より1けた高い」「音質が硬く、音楽的でない」と評価された。その中でもアメリカのボーカリストのスティービー・ワンダーやジャズピアニストのハービー・ハンコックなどがデジタル音声を支持したことで、否定的だったミュージシャンらもデジタルオーディオに肯定的になっていった。そうしてクラシックの新譜はほとんどすべてがデジタル化され、マルチトラック録音が必要なポピュラー音楽も、次々とデジタル録音されるようになった。
CDソフトの日本国内生産枚数も1984年末頃は、 LPレコードと比べて10分の1程度の生産枚数だったが、2年後の1986年には年間4500万枚に達して、LPレコードを逆転した。そして1988年前後には、LPレコード最盛期の生産量の1億枚を超し、1992年には3億枚を突破した。中島はCDの生産枚数は「1989年ごろにLPレコードを追い越して、将来的には2億枚ぐらいにはなるだろう」と予測していたが、想定よりも早く、かつ想定以上の生産枚数に達する結果となった。
その後CDには音声・映像・文字用の「CD-ROM」（1985年規格化）、映像・音声両用の「ビデオCD」（1993年規格化）など、様々な規格が策定され「CDファミリー」を形成していった。
1990年代後半にCDと同じサイズでCDより高音質のSuper Audio CDやDVD-Audioなどの次世代オーディオメディアが登場したが、CDを置き換えるには至らなかった。

### 衰退期
2000年代以降はインターネットによる音楽配信やストリーミング配信が増加し、2010年代以降はハイレゾなど配信データの高音質化やレコードの再評価により、音楽媒体としてのCDの売上は減少傾向となった。
またデータ用としてもDVDやBlu-rayなどの次世代規格のメディアやインターネットなどによるデータ通信が台頭したことから下火となった。
2022年、アメリカでは1987年以来初めてレコードに売上枚数で抜かれた。

## 仕様

### サイズ
一般的なコンパクトディスクの外形は、直径が12 cmまたは8 cmで厚さ1.2 mmの薄い円盤形であり、その中央に直径15mmの穴が空いている。
数が少ないが、通称「名刺型CD」や「カード型CD」と言う8 cm CDを長方形に切り取り周囲をコーティングした製品があり、書き込み可能なCD-Rも市販されていた。書き込み可能な面積が小さく通常の8 cm CD-Rよりも記録容量が小さい。また長方形型以外にも特殊な形状のものもある。

### 構造と材質
- A:基盤（樹脂層）
- B:反射層（記録層）
- C:ラッカー層（保護層）
- D:印刷層
- E:CDプレーヤーや光学ドライブのピックアップ

4層構造。

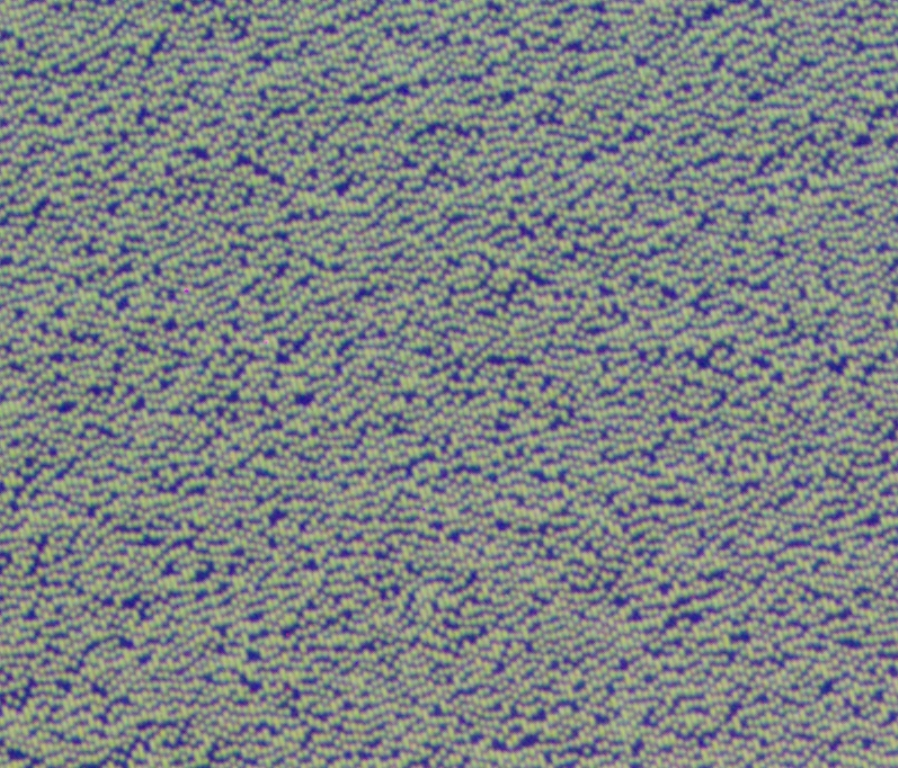
記録層表面の微細なピットとランドの顕微鏡写真（CD-ROMのもの）

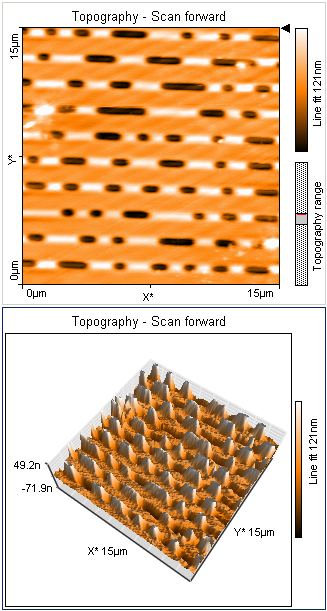
記録層表面のトラックやピット

下から順に、基盤（樹脂層）、反射層（記録層）、ラッカー層（保護層）、印刷層の4層構造になっている。
一番下の基盤（樹脂層）の一般的な材質はポリカーボネートであり、厚さは1.1 mm。ほかにAPO（非晶質ポリオレフィン）やガラスを使用したものもある。
反射層（記録層）は一般的には厚さ約80 nmのアルミニウム蒸着膜であるが、劣化防止などのためにアルミニウムのかわりに金を使用したものもあり、これは「ゴールドディスク」と呼ばれる。
蒸着膜によって彫られた細かい凹凸によってデジタル情報を表現している。この読み取り面から見れば出っ張りになるくぼみをピットといい、ピットのない部分をランドという。

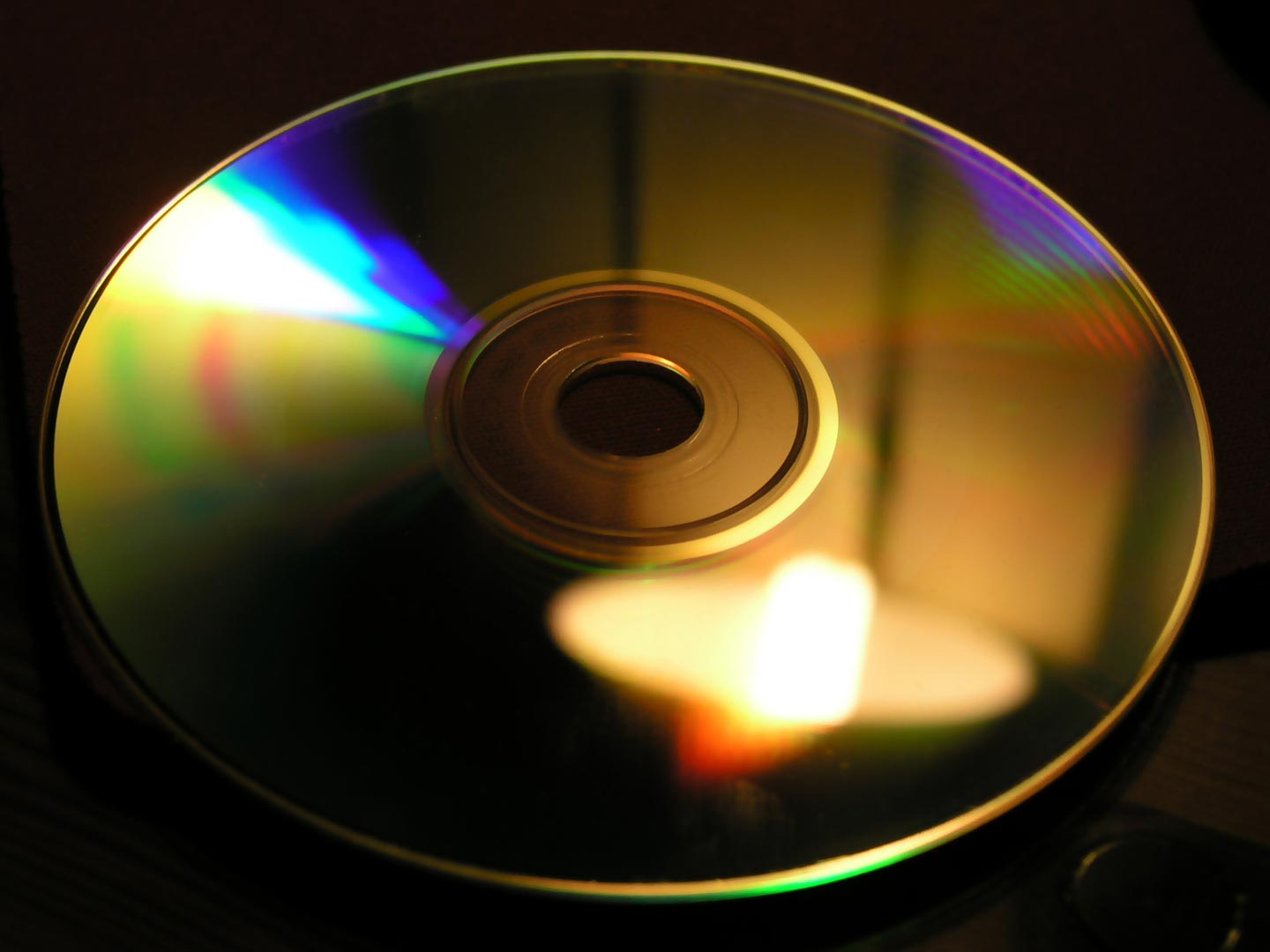
干渉による色の変化

読み取りには780 nmの赤外線レーザーが用いられ、ランドの部分に当ったレーザー光は反射してそのまま戻ってくるが、ピットがある部分に当ったレーザー光はランドからの反射波と1/2波長の位相差をもつため干渉して打ち消しあい暗くなる。この明暗によりデジタル信号を読み取り、これをアナログ信号に戻して音声として出力する。CDの虹色のような光沢は、この規則正しく並んだトラックで回折した光が、干渉することによる構造色である。
ピットの幅は0.5 µmで長さは0.83 µmから0.3 µm単位で3.56 µmまで9種類、ピットから次のピットまでの距離も同じ9種類である。またピットの列をトラックというが、このトラックは1.6 µm間隔で、内側から外側に向かって渦巻状に並んでいる。
ラッカー層（保護層）は厚さが約10 µmである。
印刷層はシルク印刷である。レーベルのデザインによるが、2012年現在では反射層と印刷層が穴の部分まで拡大されたものが主流となっている。

### 記録
コンパクトディスクはセッション単位で記録され、セッションはリードイン、データ、リードアウトの3つの領域で構成される。CD-DAのセッションは1つであるが、CD-EXTRAはマルチセッションを採用している。
データ領域には1から99までのトラックを記録でき、トラックは複数のセクタで構成される。1セクタは1/75秒（約13.33ミリ秒）であり、1セクタあたりのデータは2,352バイト（24バイト×98フレーム）である。
フレームがデータの最小単位であり、1フレームは24バイトである。24バイトの内訳はビット深度が16 bit、チャンネル数が2.0 ch、サンプリングデータが6であることから、16×2×6で192ビットである。
コンパクトディスクは誤り訂正としてCIRCが使用されるため、訂正用に8バイト、サブコード用に1バイトが付与されて、24+8+1で合計33バイトになる。さらにデータをピット列として記録するにはEFMという変調方式が用いられるため、8ビットが14ビットに変換されることで、33×14で462ビットになる。
加えて、変換されたデータにはマージンビットと同期信号が付与される。マージンビットは3ビットであり、変換されたデータごとに付くため、33×(14+3)で561ビットとなる。そして同期信号は24ビットで同期信号にもマージンビットが付くため、最終的に1フレームは561+24+3で588ビットとなる。

### 容量
CD-ROMの場合、12 cmディスクは約650から700 MiBの容量を持つ。800 MiBを超える容量のものもあるが、一部の機器では読み取れない場合がある。8 cmディスクは約155から300 MiBの容量を持つ。
セクタ数は12 cmディスクの650 MiBでは約333,000セクタ、700 MiBでは約360,000セクタになる。1セクタは2,352バイトで、1セクタあたりのデータ容量はCD-ROM MODE1およびMODE2/FORM1で2,048バイト、MODE2で2,336バイト、MODE2/FORM2で2,324バイト、CD-DAで2,352バイトである。CD-ROMはCD-DAよりも規格が後に作成され、その際にエラー訂正がより重視されたため、2,352バイトのうち304バイトをヘッダやエラー訂正などに割り当てていることからCD-DAより容量が少なくなる。これに加えて、以下のPからWまでのサブチャンネルが1セクタあたり96バイト存在するので、1セクタ当たり2,448バイトとなる。
Pチャンネル
各トラックの開始点情報
Qチャンネル
ISRCコードやMCN（メディアカタログ番号）、アドレス情報
R-Wチャンネル
CD-TEXTやCD+Gで使用
容量は以下の計算式によって求められる。
1. CD-DAでは音楽データをサンプリング周波数44.1 kHz、ビット深度16 bit、チャンネル数2.0 chステレオで記録している。つまり1秒分の音楽データを44,100回に分割し、1回あたり16 bitを費やして記録している。このため、1秒あたりのデータ量は44,100×16×2÷8=176,400バイト（1バイト=8 bit）である。
2. これが74分だと176,400×60秒×74分=783,216,000バイトとなり、これは約747 MiBとなる。全領域に音楽データだけを記録するならこれだけの記録が可能だが、CD-ROMのMODE1およびMODE2/FORM1の場合はエラー訂正用データなどが入るため、使用できる容量は783,216,000÷2,352×2,048=681,984,000バイトとなり、これが約650 MiBとなる。
3. 80分ディスクも同様の計算でCD-DAのみの場合は846,720,000バイトで約807 MiB、CD-ROMのMODE1およびMODE2/FORM1の場合は737,280,000バイトで約703 MiBとなる。

#### 最大収録時間
CD-DAでの収録時間は12 cmディスクでは約74分から80分である。具体的には、規格上デジタルのPCM形式で最大79分57秒、99トラックの音楽が記録でき、また1トラック中には99インデックス（位置決め標識）を設けることができる。2000年頃までのプレーヤーは、インデックスサーチできるものが多数存在した。
記録トラックの幅を狭めれば容量は増やせるが、古い音楽CDプレーヤーには稀に74分記録されたCD-Rは再生できても80分以上は再生できないという互換性の問題が存在する。2003年に策定されたガイドラインHigh Capacity Recordable Disc 1.0に対応していないCDプレーヤーでは長時間CDは再生できない。MP3ファイルをデータとして書き込んだ場合、最大収録時間はファイルのサイズにもよるが概ね8時間前後となる。ただし、対応機器は限られる。
8 cmCD（CD SINGLE）の最大収録時間は約22分程度。
現在の収録時間最長の音楽CDは、マーキュリー・レーベルにザンクト・フローリアン・アルトモンテ管弦楽団/レミ・バロー（指揮）が録音したブルックナー：交響曲第3番 (GRML99044)の89分03秒である。Eight-to-fourteen modulationが定めた規格上は97分まで可能であるが、YAMAHAほかのメーカーのドライブはすでに99分59秒まで対応し、100分収録を謳うCD-R商品もすでに発売されている。2019年現在までに990 MBのCD-Rまで開発されたので理論上は110分強がコンパクトディスクの最大収容量になるが、商用録音でこの収録時間はまだ出ていない。一時期にはソフトウェアにオーバーバーンモードまで設け、990 MBまで対応することを謳ったCD-Rドライブもあった。
現在市販されている最大の音楽用コンパクトディスクは台湾とポーランドとシンガポールで販売された99Min 870 MBとドイツで販売された100Min 900 MBであるが、両方とも頒布国が限定されているうえドライブ未対応といった問題が残っており、普及率は低い。CDを焼くソフトウェアはすでに90Min 800MBへ対応している。
2020年代は、90分CDがほぼ商用面で実用化しており、DECCAやNAXOSに90分CDを使用したクラシック音楽のためのコンパクトディスクがある。

### 転送速度
音楽CD（CD-DA形式）の再生時のデータの転送速度は1倍速で約176 KB/s（150 KiB/s) であり、これを基準として最大記録時間は640 MiBのディスクで約72分強、650 MiBのディスクで約74分強、700 MiBのディスクで約80分強、最新の800 MiBのディスクで約90分強、非公式の900 MiBのディスクで約100分強、非公式の990 MiBのディスクで約110分強となる。この音楽CDの1倍速を基準として、ディスクのデータ転送速度を表すのに「○倍速」という言い方をする。

## 規格
当初から音声・映像記録媒体として開発された。物理フォーマットは先に決まっており、音声記録ディスクの論理仕様が先行して策定された。少し遅れてビデオ記録用としてCDビデオが策定されたが、普及しなかった。後にデータ記録用としてCD-ROM、ビデオ記録用としてビデオCDなどの論理仕様が策定された。これらと対比して音声記録ディスクをCD-DAという。
また音声とデータを両方収録できるようにしたCD EXTRAおよびミックスモードCD、CD-ROM XAがある。
さらに記録にピットを用いずに、レーザーによる媒体の物理的変化を利用して同等なデジタルデータの書き込みを行う方式が開発された。CD-Rはエンドユーザがデータの追加記録ができる。また、記録してしまった領域を取り戻し、空き領域として記憶領域を再利用することができないCD-Rに対して、CD-RWはデータの消去を可能にし、書き換えができる。
コンパクトディスクの仕様・規格は対象とする範囲や目的によって複数の規格に分かれており、各規格基準書の表紙の色によってそれぞれが呼び分けられている。これら全てを総称してレインボーブックと呼ぶ。
レッドブック
CD-DA, CDビデオ, CD+G, CD+EG, CD-MIDI, CD-TEXT
物理仕様を規定。音楽用CDであるが、アナログ映像を格納でき、また音楽データを格納しないサブチャンネル領域に画像や文字データも格納できる。
イエローブック
CD-ROM
主にコンピュータ・データ用のCD
グリーンブック
CD-i
家庭用マルチメディア媒体
イエローブックMode2
CD-ROM XA
CD-ROMをマルチメディアデータにより特化したCD
ブルーブック
CD EXTRA
CD-DA（音楽）とデータを共存させているマルチセッションCD
ホワイトブック
ビデオCD
CD-ROMに動画や音声などを記録
ベージュブック
フォトCD
コダック独自の符号化方式でデジタル化された画像のCD
オレンジブック
CD-WO, CD-MO, CD-R, CD-RW
記録型CD

### 後継規格
1990年代後半からはCDよりも容量の大きいディスクが開発された。データ分野ではDDCD、オーディオ分野ではSuper Audio CDが実用化されたが、いずれもCDを代替するまでの普及には至っていない。これら光ディスクはいずれも直径12 cmでCDの大きさを踏襲している。
以下の規格はいずれもCDとの互換はなく、再生には専用の光学ドライブおよびプレーヤーが必要である。
パープルブック
DDCD
一般的なCDの2倍に当たる1.3GBの容量を持つディスク
スカーレットブック
Super Audio CD（SACD）
CDの技術を踏まえて音質の向上、著作権管理機能が強化されたディスク。「次世代CD」と呼ばれることがある。

### 関連規格
コピーコントロールCD（CCCD）
特定規格の名ではなく、同様の特徴を持つディスクの総称である。無保証ながらも通常のCDプレーヤーで再生できることが多いため、流通などではしばしばCDとして扱われた。
DualDisc
片面に音楽CD、もう片面にDVDを貼り合わせた両面の再生専用ディスクで、2004年に米国の大手レコード会社が発売した（DVDフォーラムが定めた規格ではない）。CD面は正式な音楽CD規格（レッドブック）に準拠していないためCDロゴは付いておらず、メーカーは「音楽専用面」「非DVD面」など遠回しな呼び方をしている。一部機器では正常に再生できないなどの問題が生じている。

## 寿命関連の課題
発売当初は劣化しないと言われていた。実際には、保存方法が悪いとメディアが劣化を起こす。具体的には、基盤（樹脂層）のポリカーボネートの変化、蒸着した反射膜の変化、そしてCD-Rの場合には色素の変化が劣化の要因となる。いずれでも直射日光や高温・多湿を嫌う。

### 基盤
基盤（樹脂層）のポリカーボネートは湿気に晒されると加水分解し徐々に白濁する欠点がある。これにより情報を読み取るレーザーが通らなくなり、情報を読めなくなる。
なお、この性質を利用しあえて開封後数週間程度で白濁するように製造された媒体もある。これにより、音楽や映像のソフトウェアを再生できる日数を制限する。
温度や湿度変化の影響が比較的少ないガラス製のCDが開発・発売され、寿命の改善が期待されている。2008年には液晶パネル用のポリカーボネートを使用したスーパー・ハイ・マテリアルCD（SHM-CD）とハイ・クオリティCD（HQCD）が開発・発売。さらにブルーレイディスクの技術を応用したブルースペックCDも開発・発売されている。

### 反射膜
現在、スパッタリング法によってアルミニウムの反射膜を形成する方法が主流となっているが、アルミニウムを用いるCDは環境にもよるが、20年から30年が限度と見積られており、現在長期的な保存を可能とした製品の開発が急務となっている。その一方で、メーカー側などでは80年前後保存が可能とする指摘もある。なお反射膜に金を用いた場合、100年前後保存が可能と見積られているが、コストの問題など解決しなければならない課題がある。安価なものは印刷・反射層が端からはがれてきたり、水分が反射膜に浸透してアルミニウムが錆びてしまい反射の機能を失うなど、短寿命のものが多い。
また記録層の部分は印刷面から10 µm (0.01 mm)、樹脂層から約1.2 mmの所にある。そのため、印刷面からの衝撃に弱く鉛筆やボールペンなど、フェルト以外の油性マーカーで記入を行うと記録層にダメージが加わり音飛びなどの症状が出ることもあり、最悪の場合読み込めなくなる可能性も考えられる。印刷層側に深い傷が入ったり湿度の高い場所に放置すると、反射層までがはがれることがある。

#### ブロンズ化
1980年後半から1990年前半にかけてイギリスはランカシャーブラックバーンにあるフィリップス・アンド・デュポン・オプティカル（PDO）のプレス工場で製造した音楽CDで発生している腐食現象で、これらのディスク内周部には「Made in UK by PDO」と刻印されています。ただし、PDOが他の国で製造したディスクは影響を受けません。また、イタリアのOptical Media Storage（Opti.Me.S）が製造したディスクでも、同時期に同様の問題が発生しました。
この腐食の影響を受けたディスクは不均一な茶色がかった変色を示し、通常はディスクの外周部から始まり、ゆっくりと中心に向かって腐食が進行し、保護層側より先にレーベル層側が影響を受けます。ディスクは時間の経過とともに徐々に色が濃くなり、ディスク外周部のトラックでは再生できなくなる前にディスク読み取りエラーの数が増えていきます。ブロンズ化は止めることができない進行性の現象で、最終的には再生できなくなります。
詳しくはw:Compact disc bronzingを参照。

### 色素
CD-Rでは記録面に直射日光を当て続けると色素が変化し読み込めなくなったり、質の悪い媒体の場合には蛍光灯に含まれる紫外線で変化するものもある。また高温・多湿の環境に置くと、ごく短時間でも印刷・反射層が端からはがれてくる事がある。

## 都市伝説
一部のマスメディアにおいて、コンパクトディスクを冷やすと音質が良くなると言われているが、CDに記録されている情報はデジタルであるため、ビットエラーがない限り記録内容が変質することはない。CDにおいて、ディスクの熱の影響により符号誤り率が増加することは考えにくいため、冷やしても音質には影響しない。もともと1993年にロンドンの新聞「サンデー・タイムズ」に紹介され、後に日本のテレビ番組にも紹介されそこから噂が広がってしまったのではないかとされている。

## 年表
- 1965年、アメリカの発明家ジェームス・ラッセルが音楽用光学メディア・テクノロジーを発明。
- 1970年代前半、フィリップスとMCAがレーザーディスクを開発。
- 1975年、ソニーが光ディスクの開発を開始。
- 1977年、フィリップスがCDの開発を開始。ソニーがオーディオフェアでの光デジタルオーディオディスクを実証。
- 1979年、フィリップスがCDプロトタイプを示し、ソニーと共同開発を開始。
- 1981年、ドイツでテストCDが製造。
- 1982年
  - 8月17日、当時の西ドイツのハノーファー（ハノーバー）のランゲンハーゲンにあるポリグラムの工場で、世界で初めて音楽CDの生産が開始。（追って当時のCBSソニー、日本コロムビアが続く）[40]
  - 10月1日、CBS・ソニー・EPIC・ソニー・日本コロムビアから、世界初の音楽CDが発売された。初回発売は、CBS・ソニー、EPIC・ソニーが合わせて約50タイトル、日本コロムビアが10タイトルだった。このうち最初に生産が行われたのはビリー・ジョエルの『ニューヨーク52番街』（CBS・ソニー/35DP-1）[41]。
  - 10月15日、欧州で初めて、ポリグラム製の音楽CDが発売された。日本でも輸入販売され、ポリドールと日本フォノグラムから、欧州から5日遅れで同時に発売された[40]。
- 1983年、米国およびその他の市場でも販売が開始された。
- 1986年、販売枚数ベースでCDがLPを追い抜いた。これは、レコード会社が親会社であるオーディオメーカーに配慮してレコード生産を縮小したことも影響している。
- 同年末、CD発売当初から当時のデジタル録音の音質に疑問を持っていたキングレコードは、CD化の流れに反し、高音質重量盤仕様のアナログLPレコード「ザ・スーパー・アナログ・ディスク」を発売。マスターテープはすべてアナログ録音のものが使われ、マスタリング・カッティング工程でデジタル処理を介在させないことを特徴とした。デッカ・レコードの旧譜の再カッティングが主体だったが、自社製作音源では、CDではデジタル録音のマスターを、「ザ・スーパー・アナログ・ディスク」では同時に録音されたアナログマスターを使ったものもあった。これが「CDより音質が良い」と反響を受けてシリーズ化された。
- 1987年　日本のウルテック社が開発した、反射膜に24Kの純金を使用した「GOLD CD（24K純金CD）」が、Mobile Fidelity Sound Lab、日本コロムビア等から発売された。他社もそれに追随したが、1995年に日本ビクターが発表した高音質仕様CD「XRCD」が登場してからはあまり発売されなくなった。物品税から消費税に移行した1989年以降、CDは定価を次々と下げ低価格化が進み、規格品番に定価を思わせる数字を表記しなくなる。
- 1988年12月、世界初のCD-ROMをゲームソフトに応用したゲーム機（厳密にはPCエンジンの周辺機器）であるCD-ROM2が発売。
- 1990年代前半にかけ、LPは一般的には生産されなくなっていくが、音声がアナログ記録であるため完全な衰退には至らなかった。
- 1990年代中期頃からは、キングレコードの高音質アナログレコードのシリーズ化も影響し、欧米でステレオ初期の米RCAビクターや英デッカを始めとするオリジナルの高音質復刻盤が続々と発売。またクラブ音楽の世界的流行もあり、アナログレコードが見直されて再燃する。
- 2000年代に入り、音楽配信サービスの普及により、世界的にCDの売上が減少傾向となる（CD不況）。
- 2006年、ガラス基板を用いたガラスCDが発売。音質向上を謳う一方で、コスト上昇やプレーヤーの互換性について欠点も挙げられる。
- 2008年、CDの基盤（樹脂層）に液晶パネル用のポリカーボネートを採用したスーパー・ハイ・マテリアルCD（SHM-CD）が登場。それが一定の評価を得たことを受け、追随する形でハイ・クオリティCDとブルースペックCDが同年に販売された。
- 2010年以降、アナログレコードの再評価により、欧米だけでなく日本国内でもアナログ盤が再生産されるケースが増える。
- 2013年に発売されたPlayStation 4では、PSシリーズで初めてCDを再生できなくなった。現役ハードでCDを再生できるゲーム機はXbox One以降におけるXboxシリーズのみとなる。
- 2014年、国際レコード産業連盟（IFPI）の調査で、全世界でのCD、レコードなどのパッケージ売上高が音楽配信の売上高を下回る[42]。
- 2020年上半期の米国では、CDの売上がレコードの売上を下回る[43]。一方、2021年の米国では、2004年以来17年ぶりにCDの売り上げが上昇した。これはアデル「30」が大きく貢献していると見られる[44]。